# Ciclo do salitre

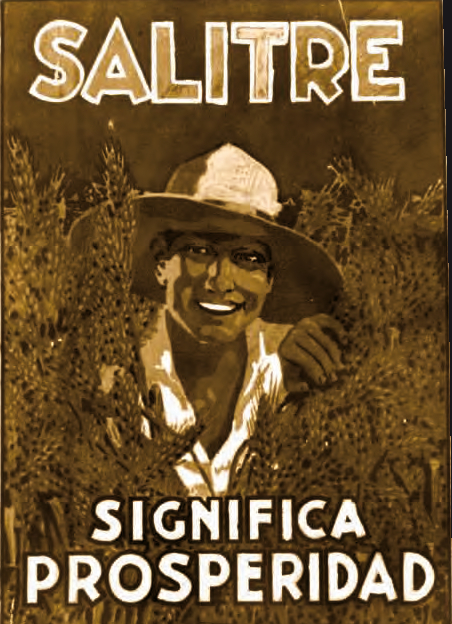
Cartaz de propaganda do salitre chileno.

A história do salitre trata do ciclo econômico que ocorreu na Bolívia, Chile e Peru com a descoberta de depósitos de salitre (ou nitrato) no deserto de Atacama, nas atuais regiões chilenas de Tarapacá e Antofagasta.
Em 1873 o governo peruano tentou controlar o comércio do salitre peruano mediante um estanco, mas fracassou devido à falta de empregados fiscais com conhecimentos na matéria, à resistência dos produtores tarapaquenhos e ao fortalecimento de Valparaíso como centro de comércio do salitre.
A exploração do salitre na zona peruana esteve em mãos de empresas nacionais e estrangeiras, mas a partir de 1875 o estado peruano tentou monopolizar a produção por meio da nacionalização das empresas salitreiras, um processo que não foi levado a cabo. Na zona chilena, esteve em mãos de empresas criadas por capitais ingleses em sua maioria e, em menor proporção, alemães e estadounidenses; o salitre do antigo litoral boliviano esteve sempre em mãos de capitais chilenos ("Salar del Carmen" e "Salinas") e peruanos ("O Toco").
A violação por parte do Estado boliviano de umas das cláusulas do tratado limítrofe de não aumentar os 10 centavos por quintal de salitre extraído foi uma das causas da Guerra do Pacífico.
Com a ocupação de Tarapacá em 1879, o estado chileno obtém o controle sobre as salitreiras bolivianas.
Em 1971, a já decadente indústria do salitre foi nacionalizada, assumindo sua exploração a Sociedade Química e Mineira de Chile (SOQUIMICH), que posteriormente foi privatizada, sendo atualmente praticamente a única empresa dedicada a esta atividade.

## Características gerais do período

### Bolívia e Peru
Para a Bolívia e o Chile o salitre significou rendimentos pela cobrança de impostos em Antofagasta, que deveriam ser repartidos em partes iguais de acordo ao tratado de 1866. Em 1874 um novo tratado fronteiriço entre Bolívia e Chile dissolveu a zona de benefícios mútuos mas determinou que Bolívia não criaria novos impostos nem subiria os existentes às companhias chilenas operando na zona de Antofagasta. Em 1873, a Companhia de Salitres e Ferrovias de Antofagasta (de capital exclusivamente de empresários chilenos) era a única explotadora do recurso. Em 1878, Bolívia rompe o tratado de 1874 cobrando impostos e decretando um leilão da infra-estrutura salitreira chilena a partir de 14 de fevereiro de 1879, e o Chile apresentou durante um ano recursos para o impedir isso. A Bolívia insistiu no leilão, que seria concluído em 14 de fevereiro de 1879, o que forçou o governo chileno a reivindicar o território. Emilio Sotomayor desembarcou do veículo blindado Blanco Encalada, juntamente com duas companhias de soldados da Artilharia da Marinha, e foram recebidos como heróis pelo número superior de chilenos que viviam em Antofagasta.
Para o Peru, o salitre também significava receitas com a arrecadação de impostos, e o país fez investimentos para a construção de ferrovias em Tarapacá para levar o mineral até a costa. Em 18 de janeiro de 1873 o governo peruano promulgou uma lei estabelecendo o estanco do salitre, forçando os operadores de salitre a vender toda a produção ao estado peruano ao preço de dois soles e quarenta centavos. O governo peruano também aluga a região do Toco, em Tocopilla, ao governo boliviano por vinte anos.

### Chile
Embora ao final não fossem os maiores em extensão e produção, alguns dos primeiros depósitos de nitrato, descobertos e explorados na década de 1860, estavam no Chile, nos cantões de Taltal e Aguas Blancas, depois perto do território de Antofagasta, administrado em conjunto pelo Chile e a Bolívia, onde tanto a mão de obra e o investimento foram exclusivamente chilenos. Durante a Guerra do Pacífico, o Chile ocupou Tarapacá em 27 de novembro de 1879. A riqueza do nitrato produziu uma movimentação inusitada da economia, ajudando a modernizar a infra-estrutura anteriormente precária do resto do Chile.
As estações salitreiras peruanas eram quase totalmente de propriedade de capitalistas ingleses, e as de Antofagasta de empresários chilenos. Elas aumentaram a frequência das viagens por prazer à Europa e a construção de ostentosos palacetes. Devido às grandes riquezas pertencerem a apenas algumas famílias, se produziu um notável abismo entre este grupo e a classe operária.
No Chile nasceu e cresceu com força a denominada "questão social", que pôs em debate as condições de trabalho e de vida dos operários. Além disso, depois da sangrenta Guerra Civil de 1891, instaurou-se um regime parlamentar que tinha os interesses salitreiros entre suas primeiras prioridades.
Durante a Primeira Guerra Mundial, Fritz Ter desenvolveu o salitre sintético, que foi industrializado pelo processo Haber-Bosch, marcando o fim da era comercial do salitre natural. A partir desse momento, os capitais ingleses foram abandonando paulatinamente o território salitreiro chileno, deixando um tremendo problema social de vacancia e deslocação de operários que abandonavam o Norte Grande para engrossar as filas de desempregados na capital chilena. Esta etapa é conhecida como crise do salitre.

## O território do salitre
O salitre é um mineral que pode ser encontrado na forma de crostas finas na superfície das rochas do Deserto de Atacama, próximas aos morros da costa. Os salitrais chamavam-se "cantón salitrero", onde o mineral se localizava em lugares específicos. Neles aflorava grandes quantidades de nitrato de sódio, que recebia o nome de "caliche". A importância deste mineral observa-se em seus usos como fertilizante e depois como ingrediente para a produção de pólvora. Este último uso provocou seu desenvolvimento, já que ao aumentar as guerras de independência do mundo sua exploração incrementou-se a produção com fins militares.
Em Tarapacá existiam numerosos depósitos de salitre sódico. Esta combinação não permitia a exploração para uma fabricação em massa de pólvora. Então o vice-reino do Peru contratou Tadeo Haenke, um cientista alemão que encontrou a fórmula para transformar o nitrato sódico em potássico, que era apto para a exploração industrial. Como consequência, começou-se a se fabricar grandes quantidades de pólvora. Zapiga, Pampa Negra e Negreiros, emergiram como os primeiros centros de extração do mineral. Os cantões que primeiro se desenvolveram foram aqueles mais próximos à costa, que contavam com várias estações a cada um. Depois da criação da ferrovia, começou o crescimento da s estações no interior. No entanto, esta zona é predominantemente desértica, e as condições geográficas obrigavam os trabalhadores a permanecer sob um sol abrasador e implacável durante o dia, e à noite a suportar temperaturas próximas de 0 °C.

## Exploração da pampa
Em 1866, o navegador chileno José Santos Ossa descobriu abundantes depósitos do mineral no Salar del Carmen, próximo à cidade de Antofagasta. Estes depósitos encontravam-se em território boliviano, mas após longas discussões, Ossa conseguiu operar na região, com uma permissão que o autorizava a extrair salitre durante 15 anos. Mais tarde acrescentaram-se descobertas em Taltal e Águas Brancas (território chileno).
No começo da década de 1870 a indústria salitreira recebia trabalhadores de vários países, e chamava a atenção a composição da força de trabalho, pois em Antofagasta viviam mais chilenos que bolivianos (não sendo assim o caso de Tarapacá, onde a maioria da população foi peruana inclusive até o censo de 1917). Estes chilenos eram peões provenientes da zona central do Chile.
O principal impulsor da indústria salitreira foi a demanda estrangeira. Além disso, a qualidade e a abundância dos depósitos estimularam seu crescimento e exploração. O desenvolvimento dos depósitos atraiu empresários interessados no mineral da Província de Tarapacá, que também estimularam o comércio, desenvolvendo as caletas de Iquique e Pisagua. No entanto, o modelo econômico colapsou com a Grande Depressão em 1929 e por causa do desenvolvimento da produção sintética de amoníaco pelos alemães Fritz Haber e Carl Bosch que permitiu a produção industrial de fertilizantes.Praticamente quebradas, as estações La Palma e Santa Laura são compradas pela Cosatan (Companhia Salitreura de Tarapacá e Antofagasta) em 1934. A Cosatan, que amplia e renova o que era La Palma, ao mesmo tempo que renomeia a estação como "Santiago Humberstone" em homenagem a James Thomas Humberstone, que introduziu e aplicou o sistema Shanks e é considerado um dos pais da indústria salitreira. A empresa se empenhou em conseguir que o salitre natural pudesse competir nos mercados internacionais, desenvolvendo um plano de modernização em Humberstone que, mantendo a tecnologia Shanks, conseguiu bons resultados, com seu auge em 1940, associada às outras estações salitreiras da Cosatan. Entre os empresários estrangeiros que se destacaram estão o inglês Jorge Smith e o alemão Johan Gildemeister. Também se destacou o chileno Pedro Gamboni, que introduziu uma nova técnica para processar o nitrato e depois criou uma técnica para extrair o iodo (como subproduto do salitre), que não havia sido aproveitado.

## Propriedade salitreira

### Em mãos do Peru
Desde 1875 viveu-se uma crise econômica. O governo do Peru decidiu que dois terços das estações salitreiras deveriam ser nacionalizados para o benefício do Peru, mas não contava com os recursos suficientes para indenizar os empresários, pelo que entregou certificados que seriam pagos quando o país recebesse um empréstimo, que ainda não havia sido aprovado.
Para a Bolívia, o contrato de 1873 assinado com a Companhia de Salitres e Ferrovias de Antofagasta ainda não se achava vigente, porque de acordo à constituição boliviana, os contratos sobre recursos naturais deveriam ser aprovados pelo congresso. Ante o embargo para cobrar os impostos da companhia, da qual vários ministros chilenos eram acionistas, o governo do Chile decidiu manter o navio Blanco Caiada no porto de Antofagasta, desembarcando em 14 de fevereiro de 1879. Este foi o início da Guerra do Pacífico. Mediante tratados assinados com o Peru e Bolívia, o Chile toma posse da região salitreira.
Ao adquirir as zonas de Tarapacá e Antofagasta, o Chile deveria decidir o destino das estações salitreiras. Apresentaram-se duas alternativas, a primeira era estabelecer um monopólio fiscal, onde o Estado se encarregasse do desenvolvimento da atividade, que implicava fazer importantes investimentos para pôr as salitreiras em marcha novamente, situação quase impossível, já que a guerra tinha deixado em muito mau estado os recursos fiscais do país. A segunda, que foi a adotada, era deixar as despesas em mãos de particulares, para voltar a estabelecer o negócio, enquanto o Estado se beneficiaria dos impostos aplicados às exportações. Além disso, deve-se considerar que o país era governado por liberais, que tinham como política econômica a não intervenção do Estado.

### Em mãos do Chile
Aqueles que tinham adquirido os certificados do governo peruano um preço muito baixo, em sua maioria ingleses, foram os que se encarregaram das principais estações salitreiras. O inglês que mais se destacou foi John Thomas North, junto com seu sócio Robert Harvey, com o qual adquiriu as estações mais importantes de Tarapacá. Juntos conseguiram que o mundo apanhasse a "febre do salitre", graças à especulação de North. Enquanto isso, em Antofagasta, as salitreiras ficaram em mãos de empresários chilenos, como Eduardo Délano.
Desde 1883 em diante a propriedade dos escritórios salitre passou a ser em parte europeia, com os britânicos possuindo 70% desta indústria, direta ou indiretamente, em 1890.
Durante os primeiros anos do século XX, incrementaram-se os investimentos chilenos e alemães, diminuindo a presença inglesa.
Entre 1900 e 1929, viveu-se o período de maior enriquecimento, no que poderia de designar como a "belle époque" chilena. No entanto, os benefícios destes anos só foram aproveitados por um pequeno grupo de privilegiados.

## Vida na pampa

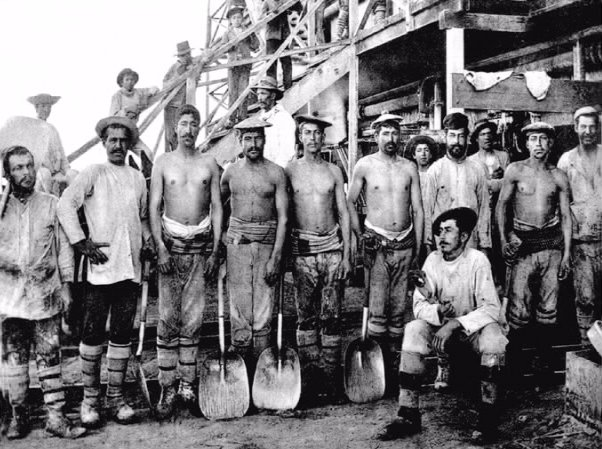
Trabalhadores numa salitreira chilena.

A atividade salitreira requeria grandes quantidades de mão de obra e famílias inteiras bolivianas, peruanas, chilenas e argentinas mudaram-se para Tarapacá e Antofagasta. Os chilenos vinham de zonas rurais ou do Norte Chico do Chile, onde tinham tido sua primeira experiência no trabalho mineiro.
Em 21 de dezembro de 1907 ocorreu a Matança da Escola Santa María de Iquique, onde um grupo de operários chilenos, peruanos e bolivianos foram assassinados depois de uma greve por melhoras trabalhistas que paralisou a zona salitreira.

### Moradia dos operários
As moradias dos trabalhadores encontravam-se nas estações de salitre e dividiam-se segundo a categoria do empregado. As habitações dos operários eram construídas com materiais leves e abrigavam um grande número de pessoas. As condições higiênicas nelas eram mínimas e a superpopulação era evidente.

### Instalações comerciais
As pulperías eram estabelecimentos que podiam ser encontrados em todos as estações, nas quais se vendiam produtos básicos como alimentos, roupa e medicamentos. Nelas chegou a se vender produtos desconhecidos em Santiago, já que os europeus os traziam importados. Este local abria às cinco da manhã, pois às seis começava o trabalho na mina.
O salário normal dos operários era em fichas e a cada estação tinha as suas próprias que só tinham valor nos estabelecimentos do lugar.
As salitreiras maiores contavam com instalações especiais, como campos de tênis, clubes sociais e piscinas, resultado das influências inglesas. Algumas estações chegaram a possuir um teatro, um hospital, escolas ou uma biblioteca. Também era fácil encontrar cantinas, mercados e sedes sindicais. Para as pessoas vinculadas à administração, havia elegantes salões de bilhar.

## Habitantes da pampa
As salitreiras acolhiam uma diversa faixa de pessoas. Primeiro estavam os donos, que não costumavam permanecer muito tempo nas estações, deixando tudo a cargo de um administrador. Por exemplo, a maioria dos acionistas ingleses jamais visitaram uma salitreira, ou sequer a América do Sul. Entre os dirigentes chilenos havia um grande número de políticos destacados e banqueiros, que levavam uma vida cheia de luxos. Com a chegada do dinheiro, um espírito de lucro apoderou-se da classe dominante.
Os operários dedicavam todo o dia ao trabalho. Depois de semanas trabalhando no deserto, retiravam seu salário, o qual utilizavam para comprar roupas ou melhorar a qualidade de vida de suas famílias. Além disso, muitos operários gastavam grande parte de seu salário em álcool e apostas. A violência era fácil de apreciar, pois muitas vezes ocorriam crimes de sangue.
O pagamento em fichas, os despedimentos, a falta de artigos básicos, a carência de uma lei social também levaram ao desenvolvimento da violência, que se expressava em saques ou a destruição de pulperías, máquinas ou estações. Apesar disto, com o tempo os trabalhadores começaram a se organizar, formando sindicatos e sociedades de socorro mútuo. Graças a estas novas instituições, os operários começaram a manifestar seu descontentamento por meios pacíficos, como greves.
As mulheres trabalhavam como costureiras, cozinheiras, lavandeiras, empregadas nas casas das classes mais abastadas ou trabalhavam nas pulperías. Em muitas ocasiões, para obter algum tipo de rendimento, as mulheres recorreriam à prostituição,  nas estações ou nos portos de embarque do salitre (Iquique, Tocopilla ou Antofagasta).

## Impactos do salitre no Chile
Desde 1880, o Estado chileno começou a cobrar um imposto pela exportação do salitre, depois de que as estações foram entregues aos que possuíam os certificados peruanos. Assim, o Estado começou a receber um terço da parte da produção salitreira.
Durante as décadas seguintes, houve uma tendência sustentada de crescimento da economia nacional. Os ganhos provocaram tanto otimismo que se aboliram outros tipos de impostos, como o imposto de renda ou o imposto de heranças.

### Uso dos novos recursos
Os governos da época aproveitaram as novas riquezas para realizar importantes obras públicas. As mais notáveis são a construção da linha férrea (desde Iquique até Porto Montt) e a melhoria das condições de vida nas cidades. Difundiu-se sistemas de esgoto e o acesso à água potável, introduziram-se os bondes, telefones e a pavimentação de ruas. Além disso, o Estado aumentou de tamanho, incrementando o número de servidores públicos.
Todas estas obras contribuíram à modernização do país, apesar da distribuição dos rendimentos se mantendo desigual, fomentando ainda mais a questão social.
| Governo                     | Obras                                                                                          |
| --------------------------- | ---------------------------------------------------------------------------------------------- |
| J. M. Balmaceda (1886-1891) | Fundação do Ministério de Indústrias e Obras Públicas.                                         |
| J. M. Balmaceda (1886-1891) | Construção de numerosas vias férreas ao longo de todo o território.                            |
| J. M. Balmaceda (1886-1891) | Criação das províncias de Malleco e Cautín.                                                    |
| J. M. Balmaceda (1886-1891) | Melhoria e construção a mais de mil quilómetros de caminhos.                                   |
| J. M. Balmaceda (1886-1891) | Construção do viaduto de Malleco e as pontes dos rios Maule, Ñuble e Biobío.                   |
| J. M. Balmaceda (1886-1891) | Habilitação de dez portos.                                                                     |
| J. M. Balmaceda (1886-1891) | Criação de mais de oitenta estabelecimentos educacionais.                                      |
| J. M. Balmaceda (1886-1891) | Construção de dezoito recintos penais.                                                         |
| J. M. Balmaceda (1886-1891) | Pavimentação e abertura de novas ruas nas principais cidades.                                  |
| J. M. Balmaceda (1886-1891) | Nova canalização do rio Mapocho.                                                               |
| J. M. Balmaceda (1886-1891) | Dotação de água potável a mais de vinte cidades.                                               |
| J. M. Balmaceda (1886-1891) | Construção a mais de vinte hospitais.                                                          |
| J. Montt (1891-1896)        | Aumento das forças navais e compra de barcos da Inglaterra.                                    |
| J. Montt (1891-1896)        | Inauguração da ferrovia entre Victoria e Temuco.                                               |
| J. Montt (1891-1896)        | Criação de estações navais em Talcahuano e Magallanes.                                         |
| F. Errázuriz (1896-1901)    | Fundação da Escola Profissional de Meninas de Valparaíso e do Instituto Comercial de Santiago. |
| F. Errázuriz (1896-1901)    | Impulso ao serviço de bondes elétricos em Santiago, Valparaíso, San Felipe e San Bernardo.     |
| F. Errázuriz (1896-1901)    | Construção (início) do sistema de esgoto e do Parque Florestal de Santiago.                    |
| F. Errázuriz (1896-1901)    | Construção do açude de Peñuelas.                                                               |
| G.riesco (1901-1906)        | Fundação de liceus de homens e mulheres.                                                       |
| G.riesco (1901-1906)        | Construção (início) do Palácio dos Tribunais de Justiça em Santiago.                           |
| G.riesco (1901-1906)        | Estabelecimento de bondes eléctricos entre Santiago e San Bernardo.                            |
| P. Montt (1906-1910)        | Numerosas extensões ferroviarias ao longo do país.                                             |
| P. Montt (1906-1910)        | Inauguração da seção chilena da ferrovia trasandina.                                           |
| P. Montt (1906-1910)        | Início de obras portuárias e edifícios fiscais em Valparaíso.                                  |
| P. Montt (1906-1910)        | Construção do Museu de Belas Artes.                                                            |
| P. Montt (1906-1910)        | Construção da Escola de Farmácia e da Escola Normal de Preceptores de La Serena.               |
| R.barros L. (1910-1915)     | Porto artificial de San Antonio.                                                               |
| R.barros L. (1910-1915)     | Construção da Escola de Engenharia.                                                            |
| R.barros L. (1910-1915)     | Abertura do Escritório Central de Estatística.                                                 |
| R.barros L. (1910-1915)     | Aquisição do terreno onde se localiza hoje a Biblioteca Nacional.                              |
| R.barros L. (1910-1915)     | Continuação de obras de aquedutos, de água potável e de esgoto em todo o país.                 |
| R.barros L. (1910-1915)     | Fundação do Serviço Militar de Aeronáutica.                                                    |
| R.barros L. (1910-1915)     | Criação do Instituto Médico Legal.                                                             |
| J.L. Sanfuentes (1915-1920) | Construção de mais edifícios para a educação pública nas cidades mais importantes.             |
| J.L. Sanfuentes (1915-1920) | A rede ferroviária une ao país Iquique a Porto Montt.                                          |

### Fragilidades da economia
Durante este período pôde observar-se uma dependência cada vez mais marcada de apenas um produto de exportação: o salitre. Além disso, houve um crescimento econômico, mas não um crescimento que derivasse na construção de uma indústria nacional sólida.

## Fim do ciclo salitreiro
A febre do salitre durou na Bolsa de Valores de Londres até 1889, enquanto o ciclo deste mineral, nos países sulamericanos, finalizou na década de 1930, após de uma série de crises pela invenção do salitre sintético e a depressão dos anos 30, que fez cair as exportações do salitre em 90%.
Atualmente, os assentamentos mineiros persistem como cidades fantasmas. Estas ruínas estão abertas à visitação e nelas pode se observar um testumnho daquele período de esplendor.